# 이진행
이진행(李晉行, 1971년 7월 10일 ~ )은 대한민국의 전 축구 선수이다. 현재 강원 FC의 코치를 맡고 있다.